# Klinische fysica
Klinische fysica is het vakgebied waarin fysische methodieken in de gezondheidszorg worden toegepast. 
De klinisch fysicus is een medisch specialist in de gezondheidszorg met kennis van natuurkundige principes. De klinisch fysicus zorgt ervoor dat nieuwe en bestaande medische apparatuur en technieken veilig en verantwoord worden toegepast om de diagnose en behandeling van patiënten te optimaliseren.
Klinische fysica kent vier specialisatie-gebieden: radiologie & nucleaire geneeskunde), radiotherapie, audiologie en algemene klinische fysica. Klinisch fysici zijn volgens het Besluit Stralingsbescherming wettelijk verantwoordelijk voor patientdosimetrie. Naast het omgaan met stralingshygiëne zijn klinisch fysici vaak belast met veiligheidsmanagement en risico-analyses in de gezondheidszorg. Daarnaast spelen klinisch fysici vaak een rol bij de aanschaf en implementatie van (vaak dure en complexe) medische apparatuur en werken zij nauw samen met afdelingen medische techniek en automatisering.

## Specialisatiegebieden klinische fysica
- Radiologisch klinisch fysici zijn gespecialiseerd in het ondersteunen van apparatuur en methodieken op afdelingen radiologie. Hieronder vallen kwaliteitscontroles van röntgenapparatuur, digitalisatie van radiologische beelden en introductie van nieuwe technieken.
- Klinisch fysici nucleaire geneeskunde zijn werkzaam op het gebied van diagnostiek en therapie bedreven met radioactieve stoffen. Onder hun werkzaamheden vallen kwaliteitsmetingen aan gamma en PET camera's en dosimetrie van werknemers.
- De klinisch fysicus radiotherapie is in een multidisciplinair team verantwoordelijk voor de fysische-technische aspecten van de bestraling van de kankerpatiënt. Het waarborgen van de voorgeschreven bestralingsdosis, het optimaliseren van de bestralingsplannen, het garanderen van de correcte uitvoering, het beheer en onderhoud van de bestralingsapparatuur en het verzorgen van de optimale beeldvorming van de patiënt zijn belangrijke onderdelen van de werkzaamheden. Het invoeren van innovatieve (beeld-gestuurde) behandelingen is een essentiële aspect van het werk.
- De klinisch fysicus-audioloog is werkzaam in een audiologisch centrum. Zij begeleiden de revalidatie met hoorhulpmiddelen (zoals een hoortoestel of cochleair implantaat) bij kinderen en volwassenen met gehoorproblemen. Daarnaast zien zij kinderen voor multidisciplinair onderzoek bij taalontwikkelingsproblemen of mensen met andere problemen in de communicatie.
- De overige klinisch fysici vallen onder het aandachtsgebied algemene klinische fysica. Deze klinisch fysici, vaak werkzaam in algemene ziekenhuizen, werken meestal op de terreinen radiologie en nucleaire geneeskunde, maar houden zich daarnaast bezig met bijvoorbeeld laserveiligheid, complexe OK- en IC-apparatuur, echografie, endoscopie en andere medische technieken. Ook de klinische informatica, het voorzien van de medicus met relevante digitale informatie, behoort vaak tot hun aandachtsgebied.

## Nederland
Klinisch fysici zijn in Nederland voornamelijk werkzaam in academische en algemene ziekenhuizen, en in audiologische en radiotherapeutische centra. De beroepsvereniging van klinisch fysici, de NVKF, is in 1973 opgericht en houdt een register bij van klinisch fysici in opleiding en geregistreerden. Tevens organiseert zij wetenschappelijke bijeenkomsten en nascholing voor klinisch fysici. De vereniging telt zo'n 350 leden. De 4-jarige opleiding tot klinisch fysicus is postacademisch, met als vooropleiding academische (technische) natuurkunde of gelijkwaardig. Deze bestaat uit 2 jaar algemene opleiding en 2 jaar specialisatie. Herregistratie vindt om de 5 jaar plaats.
Het Besluit Stralingsbescherming verplicht zorginstellingen die verrichtingen doen met ioniserende straling of radioactieve bronnen een klinisch fysicus oproepbaar of beschikbaar te hebben.